# Ciclotrimetilentrinitramina
La ciclotrimetilentrinitramina, també coneguda com a RDX, és un alt explosiu utilitzat en aplicacions militars i industrials. Va ser desenvolupat com un explosiu més potent que el trinitrotoluè (TNT) i fou àmpliament utilitzat durant la Segona Guerra Mundial.
En la seva forma pura l'RDX és un sòlid cristal·lí de color blanc. Sovint s'utilitza formant compostos amb altres materials o plastificants o estabilitzadors. L'RDX és estable en emmagatzemament i és considerat un dels explosius militars més potents.

## Denominacions
La denominació del compost químic és ciclotrimetilentrinitramina però aquest explosiu compta amb diverses denominacions sorgides als diversos països que l'han produït i utilitzat. Així es denomina sovint amb les inicials RDX, denominació forjada al Regne Unit, a Alemanya s'anomenà Hexògen, mentre que als Estats Units ciclonita.